# Løven (stjernebillede)
Løven (Leo) er et stjernebillede på den nordlige himmelkugle.